# T-4 Atomic Demolition Munition

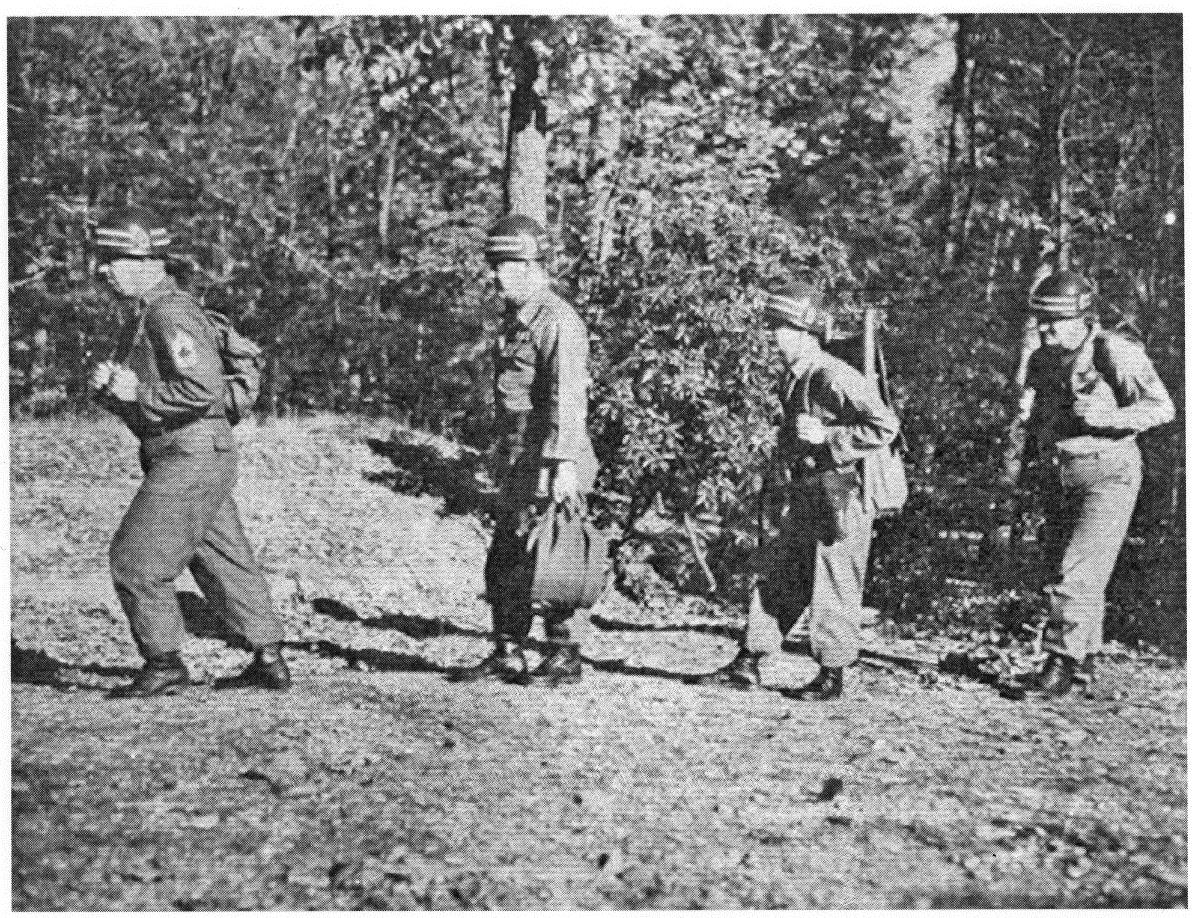
T4 ADM squad

La T-4 Atomic Demolition Munition (T-4 ADM) était une arme nucléaire américaine dérivée de l'ogive d'artillerie W9.

## Histoire
La T-4 ADM fut fabriquée en 1957 en ré-utilisant les matériaux fissibles de la W9 et fut en service jusqu'en 1963, remplacée alors par la TADM et la MADM.
Les spécifications de la T-4 ADM ne sont pas connues en 2010.
Dans les années 1990, un article de Soldier of Fortune écrit par un ancien soldat américain du US Navy Underwater Demolition Team a décrit la T4 ADM sans la nommer. Il fallait cinq parachutistes pour la transporter. Par la suite, elle était assemblée à terre. Dans la pratique, le taux de succès fut jugé trop faible. En effet, les parachutistes devaient atterrir dans un territoire hostile à proximité les uns des autres, ce qui était difficile à réaliser de façon fiable. Pour ces raisons, l’US Army a développé des armes nucléaires portatives en une seule pièce.